# (28479) Varlotta
(28479) Varlotta es un asteroide perteneciente al cinturón de asteroides, descubierto el 2 de febrero de 2000 por el equipo del Lincoln Near-Earth Asteroid Research desde el Laboratorio Lincoln, Socorro, Nuevo México.

## Designación y nombre
Designado provisionalmente como 2000 CF26. Por recomendación del Laboratorio Lincoln y el Instituto Tecnológico de Massachusetts La NASA lo designa con el nombre "VARLOTTA" en honor a "David Varlotta" joven que, junto a un equipo y Daniel Frijon, profesor del Club de ciencias, trabajo en un proyecto de Sistema Autónomo de Destilación de Agua, S.A.D.A .con apenas 19 años recién cumplidos, representó a la Argentina con su proyecto. Quedó en segundo lugar en la 62° Feria Internacional de Ciencia, Tecnología y Ciencias Ambientales: Intel-Isef. celebrada en Los Ángeles. EUA. en el año 2011. Asistía a la Escuela Técnica N.º 12 en la Ciudad Autónoma de Buenos Aires, Argentina.

## Características orbitales
Varlotta está situado a una distancia media del Sol de 2,293 ua, pudiendo alejarse hasta 2,502 ua y acercarse hasta 2,083 ua. Su excentricidad es 0,091 y la inclinación orbital 4,490 grados. Emplea 1268 días en completar una órbita alrededor del Sol.

## Características físicas
La magnitud absoluta de Varlotta es 15,2. Tiene 2,539 km de diámetro y su albedo se estima en 0,274.